# نقشه آینده
نقشه آینده روشی برای ساخت یک سناریو بر پایه گردآوری رویدادهای پیش‌بینی‌شده است.
مفهوم نقشه آینده بر این ایده، استوار است که گروهی از مردم که دیدگاه‌های جزئی اعضای خود را در یک مجموعه مشترک، همرسانی‌شده، گفتگو شده، و به اندازه کافی بزرگ از رخدادهای پیش‌بینی‌شده، ادغام می‌کند می‌تواند در نهایت، "آینده همرسان‌شده" خود را آشکار کند.
چون روش‌شناسی بازار تحلیل سیاست، پویا است و در یک بستر ویکی انجام می‌شود آینده‌ای که آن گروه از مردم از خود نشان می‌دهند دائماً در حال تغییر است. با این روند، گروه، یاد می‌گیرد که چگونه با تغییرات آینده، سازگار شود و توانایی خود را برای رویارویی با "رخدادهای پیش‌بینی‌نشده" افزایش دهد یا "آمادگی برای آینده"را بهبود دهد.